# Dinastía XXIV de Egipto

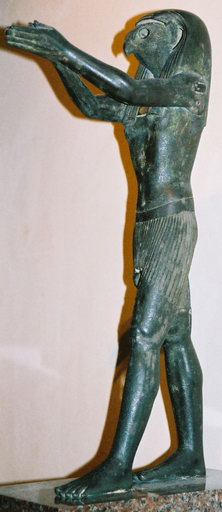
Estatuilla de Horus, datada en el Tercer periodo intermedio. Museo del Louvre.

La Dinastía XXIV o Vigesimocuarta Dinastía transcurre de ca. 727 a 715 a. C., durante el Tercer periodo intermedio de Egipto. Sus dos únicos gobernantes son coetáneos de los dignatarios de las dinastías XXII, XXIII y XXV.  

## Historia
Tafnajt organizó una alianza de gobernantes del Delta, con los que intentó conquistar el Alto Egipto; su campaña alertó al rey de Nubia, Piye, que registró su victoria sobre Tafnajt de Sais y sus aliados en una célebre inscripción. Tafnajt siempre es llamado el "Gran jefe del Oeste" en la Estela de la Victoria de Piye y en otras dos estelas fechadas en los años 36º y 38.º del reinado de Sheshonq V. 
Bakenrenef, el sucesor de Tafnajt, asumió definitivamente el trono de Sais con el nombre real de Uahkara. Su autoridad fue reconocida en gran parte del delta del Nilo, incluso en Menfis, donde han sido encontradas varias estelas, en el Serapeum de Saqqara, del año 5º y 6º de su reinado. Esta dinastía finalizó cuando Shabako, el segundo rey de la dinastía XXV, ataca Sais, captura a Bakenrenef y lo quema vivo. 
Olivier Perdu demuestra que Shepsesra Tafnajt fue realmente Tafnajt II, un predecesor cercano de Necao I. 
Ambos reyes gobernaron, como dirigentes locales de Sais, durante la época del rey nubio Taharqo.

## Faraones de la dinastía XXIV de Egipto
| Nombre común | Nombre de Nesut-Bity | Nombre de Sa-Ra | Comentarios | Reinado         |
| ------------ | -------------------- | --------------- | ----------- | --------------- |
| Tecnactis    | Shepsesra            | Tafnajt         |             | 727 - 720 a. C. |
| Boccoris     | Uahkara              | Bakenrenef      |             | 720 - 715 a. C. |

## Cronología de la dinastía XXIV
Cronología estimada por los siguientes egiptólogos: 
- Primer faraón: Tefnajt
  - 740-718 (von Beckerath)
  - 731-723 (Dodson)
  - 727-716 (Grimal0
  - 724-717 (Redford)

- Último faraón: Bakenrenef
  - 727-715 (Shaw)
  - 723-717 (Dodson)
  - 718-712 (von Beckerath)
  - 717-711 (Redford)
  - 716-715 (Grimal)